# Ludwig Immanuel Magnus
Ludwig Immanuel Magnus (* 15. März 1790 in Berlin; † 25. September 1861 ebenda) war ein deutscher Mathematiker.

## Leben
Magnus verlor bereits früh seinen Vater. Er war Vetter von Heinrich Gustav Magnus. Seine Ausbildung war auf eine Tätigkeit als Kaufmann ausgelegt. Daher besuchte er die Handelsschule Berlin, bevor er im Bankgeschäft seines Onkels Anstellung fand. Trotz der starken Beanspruchung durch die Arbeit befasste er sich mit Euklid. 1813 zu den Befreiungskriegen trat er in Breslau freiwillig in das Militär ein und wurde zügig zum Feuerwerker befördert. Nach 1815 wurde er wieder in einem Berliner Bankhaus angestellt, konnte zugleich aber auch seine mathematischen Studien fortführen, unter anderem unter der Anleitung von Samuel Ferdinand Lubbe.
Magnus wurde 1816 auch als Lehrer der Mathematik aktiv. Zunächst in Nebentätigkeit, dann ab 1826 als ordentliches Mitglied des Lehrerkollegiums unterrichtete er bis 1834 an der Lehranstalt von Ludwig Cauer in Berlin und Charlottenburg. Aufgrund seiner 1833 veröffentlichten Schrift wurde er von der Universität Bonn mit der Ehrendoktorwürde ausgezeichnet.
Magnus fand nach Cauers Tod 1834 keine weitere Anstellung im Lehrfach, sondern kam zurück in das Bankengewerbe. Er wurde oberster Kassenbeamter beim neugegründeten Berliner Kassenverein. In dieser Zeit stellte er seine wissenschaftliche Tätigkeit weitgehend ein. 1843 ging er in den Ruhestand.
Er soll als einer der ersten das Identitätszeichen ≡ verwendet haben.

## Werke (Auswahl)
Magnus publizierte hauptsächlich in Zeitschriften, so in den Annales de mathématiques pures et appliquées von Joseph Diaz Gergonne, in den Bänden 11 and 16 (1820 und 1825) sowie in Crelle's Journal, Bände 5, 7, 8 und 9 (1830–1832).
- Sammlung von Aufgaben und Lehrsätzen aus der analytischen Geometrie, Duncker und Humblot, Berlin 1833 (als dritter Teil der Sammlung von Meier Hirsch).
- Sammlung von Aufgaben und Lehrsätzen aus der Analytischen Geometrie des Raumes, Duncker und Humblot, Berlin 1837.